# Ministério da Agricultura, Comércio e Pescas
O Ministério da Agricultura, Comércio e Pescas foi a designação de um departamento do VIII Governo Constitucional. Sucedeu ao Ministério da Agricultura e Pescas, em 1981, e foi predecedeu, até 1983, ao Ministério da Agricultura, Florestas e Alimentação. Teve como único ministro Basílio Horta.